# Elecciones estatales de Veracruz de 2025
Las elecciones estatales de Veracruz de 2025 se llevaron a cabo el domingo 1 de junio de 2025. En ellas se renovaron los ayuntamientos de los 212 municipios del estado de Veracruz, México.

## Legislación

### Partidos políticos
En las elecciones estatales tienen derecho a participar los seis partidos con registro nacional: Partido Acción Nacional (PAN), Partido Revolucionario Institucional (PRI), Partido del Trabajo (PT), Partido Verde Ecologista de México (PVEM), Movimiento Ciudadano (MC) y Movimiento Regeneración Nacional (Morena).

## Alianzas y partidos

### Sigamos Haciendo Historia en Veracruz
|  | Movimiento Regeneración Nacional - 132 Ayuntamientos: Acayucan, Actopan, Acula, Agua Dulce, Álamo Temapache, Alto Lucero, Altotonga, Amatlán de Los Reyes, Ángel R. Cabada, Apazapan, Astacinga, Atoyac, Atzacan, Atzalan, Ayahualulco, Banderilla, Boca Del Río, Calcahualco, Camarón de Tejeda, Camerino Z. Mendoza, Carlos A. Carrillo, Castillo de Teayo, Catemaco, Cazones de Herrera, Chacaltianguis, Chinameca, Chinampa de Gorostiza, Citlaltépetl, Coatepec, Coatzacoalcos, Coatzintla, Coetzala, Comapa, Córdoba, Cosautlán de Carvajal, Coscomatepec, Cotaxtla, Coxquihui, Cuichapa, Cuitláhuac, Emiliano Zapata, Fortín, Gutiérrez Zamora, Hueyapan de Ocampo, Huiloapan de Cuauhtémoc, Ixcatepec, Ixhuatlán de Madero, Ixhuatlán del Café, Ixhuatlán del Sureste, Ixtaczoquitlán, Jalcomulco, Jáltipan, Jesús Carranza, Jilotepec, Juan Rodríguez Clara, Juchique de Ferrer, La Antigua, La Perla, Landero Y Coss, Las Choapas, Lerdo de Tejada, Magdalena, Manlio Fabio Altamirano, Mariano Escobedo, Martínez de La Torre, Mecayapan, Medellín de Bravo, Minatitlán, Mixtla de Altamirano, Moloacán, Nanchital, Naolinco, Naranjal, Oluta, Omealca, Oteapan, Pajapan, Pánuco, Papantla, Paso de Ovejas, Paso del Macho, Perote, Platón Sánchez, Poza Rica de Hidalgo, Pueblo Viejo, Rafael Delgado, Rafael Lucio, Río Blanco, Saltabarranca, San Andrés Tenejapan, San Rafael, Santiago Sochiapan, Santiago Tuxtla, Sayula de Alemán, Soledad Atzompa, Tamalin, Tantima, Tantoyuca, Tatahuicapan de Juárez, Tatatila, Tepatlaxco, Tepetlán, Tepetzintla, Texcatepec, Texhuacán, Texistepec, Tierra Blanca, Tihuatlán, Tlachichilco, Tlacojalpan, Tlacotalpan, Tlacotepec de Mejía, Tlalixcoyan, Tlalnelhuayocan, Tlaltetela, Tlapacoyan, Tlaquilpa, Tlilapan, Tomatlán, Ursulo Galván, Uxpanapa, Veracruz, Villa Aldama, Xalapa, Xico, Xoxocotla, Yecuatla, Zacualpan, Zaragoza, Zentla, Zontecomatlán, Zozocolco de Hidalgo. |
|  | Partido Verde Ecologista de México - 35 Ayuntamientos: Acatlán, Amatitlán, Chalma, Chocamán, Chontla, Cosamaloapan, Cosoleacaque, Coyutla, El Higo, Huatusco, Ignacio de La Llave, Ixhuacán de Los Reyes, José Azueta, Los Reyes, Miahuatlán, Misantla, Naranjos, Amatlán, Nautla, Nogales, Orizaba, Otatitlán, Ozuluama, Playa Vicente, Puente Nacional, San Andrés Tuxtla, San Juan Evangelista, Sochiapa, Soconusco, Soledad de Doblado, Teocelo, Tequila, Totutla, Tuxtilla, Vega de Alatorre. |

El día 29 de enero, los dirigentes de los partidos políticos Movimiento Regeneración Nacional (Morena), Partido del Trabajo (PT) y Partido Verde Ecologista de México (PVEM) se presentaron ante el Órgano Público Local Electoral (OPLE) con el propósito de registrar un convenio de coalición para contender en alianza en la postulación de candidaturas en 165 municipios.
No obstante, el 2 de febrero, los representantes de Morena y el PVEM regresaron ante la autoridad electoral local para presentar una modificación al convenio previamente registrado. En esta ocasión, el Partido del Trabajo ya no figuró como parte de la coalición, debido a su decisión de no integrarse, argumentando que no le fueron asignadas 11 candidaturas adicionales a las 22 que ya se le habían concedido inicialmente, por lo consiguiente Morena presentaría candidaturas en 132 municipios y el PVEM en 35.

## Resultados
|  | 31.57 % |

|  | 19.12 % |

|  | 13.63 % |

|  | 12.63 % |

|  | 11.08 % |

|  | 7.92 % |

|  | 0.87 % |

|  | 96.81 % |

|  | 2.96 % |

|  | 0.22 % |

|  | 49.9 % |